# Paracatu (gemeente)
Paracatu is een gemeente in de Braziliaanse deelstaat Minas Gerais. De gemeente telt 83.560 inwoners (schatting 2009).
De plaats is zetel van het rooms-katholieke bisdom Paracatu.

## Aangrenzende gemeenten
De gemeente grenst aan Guarda-Mor, João Pinheiro, Lagoa Grande, Unaí, Vazante, Campo Alegre de Goiás (GO), Cristalina (GO) en Ipameri (GO).

## Verkeer en vervoer
De plaats ligt aan de radiale snelweg BR-040 tussen Brasilia en Rio de Janeiro. Daarnaast ligt ze aan de weg MG-188.